# Севастьянов, Иван Павлович
Иван Павлович Севастьянов (28 января 1918, Монастырка, Богородский район — 20 марта 1996) — советский государственный и политический деятель, председатель Новосибирского горисполкома (1963—1983).

## Биография
Родился в селе Монастырка Шегарского уезда в 1918 году в крестьянской семье. Член ВКП(б).
В 1938 году окончил Томский эксплуатационно-электротехнический техникум.
С 1938 года — на общественной и политической работе. 
В 1938—1983 годах — инженер, секретарь комитета комсомола, диспетчер, секретарь партбюро станции Инская Томской железной дороги, на партийной работе в Первомайском РК ВКП(б), начальник политотдела Инского отделения Томской железной дороги, Новосибирского отделения Томской железной дороги, заместитель начальника политотдела Томской железной дороги.
В 1956 году окончил Новосибирский институт инженеров железнодорожного транспорта (НИИЖТ) по специальности Эксплуатация железных дорог, начальник станции Новосибирск-Главный, затем замначальника Новосибирского отделения Томской железной дороги.
С 1960 года первый заместитель председателя Новосибирского горисполкома, с 1963—1983 год председатель Новосибирского городского Совета депутатов трудящихся.
Избирался депутатом Верховного Совета РСФСР 7-го, 8-го, 9-го, 10-го созывов.
Умер 20 марта 1996 года в Новосибирске. Похоронен на Заельцовском кладбище.

## Награды и звания
- Орден «Знак Почёта» (1945) — за доблестный и самоотверженный труд по обеспечению перевозок грузов во время Отечественной войны;
- Орден Трудового Красного Знамени (1966 и 1971);
- Медаль «За доблестный труд в Великой Отечественной войне»;
- Премия Совета Министров СССР (1982) — за проектирование и строительство второго коммунального моста через реку Обь;
- Почётный железнодорожник (1944);
- Почётный пенсионер союзного значения;
- Почётный житель города Новосибирска (1993)[4][1].
- Почётная Грамота Президиума Верховного Совета Российской Федерации (1993)[5].

## Память
В 2018 году на здание городской администрации Новосибирска установлена мемориальная доска памяти Ивана Павловича Севастьянова.